# Допево (гміна)
Гміна Допево (пол. Gmina Dopiewo) — сільська гміна у північно-західній Польщі. Належить до Познанського повіту Великопольського воєводства.
Станом на 31 грудня 2011 у гміні проживало 19391 особа.

## Територія
Згідно з даними за 2007 рік площа гміни становила 108.08 км², у тому числі:
- орні землі: 73.00%
- ліси: 16.00%

Таким чином, площа гміни становить 5.69% площі повіту.

## Населення
Станом на 31 грудня 2011:
| Опис     | Загалом | Загалом | Чоловіки | Чоловіки | Жінки | Жінки |
| -------- | ------- | ------- | -------- | -------- | ----- | ----- |
| одиниця  | осіб    | %       | осіб     | %        | осіб  | %     |
| все      | 19391   | 100     | 9520     | 49.09    | 9871  | 50.91 |
| міське   | 0       | 100     | 0        |          | 0     |       |
| сільське | 19391   | 100     | 9520     | 49.09    | 9871  | 50.91 |

## Сусідні гміни
Гміна Допево межує з такими гмінами: Бук, Коморники, Стеншев, Тарново-Подґурне.